# سعید مرتضوی
سعید مرتضوی (زادهٔ ۵ آذر ۱۳۴۶ در تفت) قاضی و سیاستمدار ایرانی که از ۱۳۸۲ تا ۱۳۸۸ دادستان تهران و از ۱۳۸۸ تا ۱۳۸۹ معاون دادستان کل کشور بود. از ۱۳۹۰ تا ۱۳۹۲ ریاست سازمان تأمین اجتماعی را بر عهده داشت. او به دلیل پرونده‌های تعطیلی مطبوعات و شکنجه معترضان به نتایج اعلام شده انتخابات ریاست جمهوری ۱۳۸۸ و قتل زهرا کاظمی شناخته می‌شود. او سرانجام به علت اتهامات گسترده و متعددش از مقام خود برکنار و راهی زندان شد.
از اقدامات او انحلال دادگاه و هیئت منصفه مطبوعات و در پی آن توقیف شمار زیادی از مطبوعات در دوران ریاست‌جمهوری سید محمد خاتمی است. وی از سوی دولت کانادا و کمیته اصل ۹۰ مجلس ششم، پیرامون قتل زهرا کاظمی روزنامه‌نگار و عکاس ایرانی-کانادایی که در بازداشت دادستانی تهران کشته شد، مقصر اعلام شده است. پس از تغییر ریاست قوه قضائیه از سمت خود بر کنار و به معاونت دادستان کل کشور منصوب شد. یکسال بعد در ارتباط با کشته شدن ۵ تن در بازداشتگاه کهریزک، مصونیت قضایی وی در شهریور ۱۳۸۹ توسط دادگاه انتظامی قضات لغو و از قضاوت تعلیق شد. او سپس توسط احمدی‌نژاد به ریاست ستاد مرکزی مبارزه با قاچاق کالا و ارز و سپس به ریاست سازمان تأمین اجتماعی منصوب شد. پس از تعلیق از تمام سمت‌های حکومتی، ۴ پرونده علیه وی تشکیل شد که اولی در خصوص عملکردش در شکنجه معترضان به نتیجه انتخابات ریاست‌جمهوری ایران در سال ۱۳۸۸، به صدور حکم و تبرئه از معاونت در قتل منجر و در آذر ۱۳۹۶ به دو سال حبس محکوم شد.
مرتضوی در تاریخ دوم اردیبهشت ۹۷ دستگیر و برای اجرای حکم به زندان منتقل شد اما در شهریور ۹۸ و پس از گذراندن دوسوم از محکومیتش آزاد شد وبا حکم شعبه اول دیوان عالی کشور از اتهامات تبرئه شد ۱۳ آوریل ۲۰۱۱ اتحادیه اروپا وی را به دلیل نقشی که در نقض گسترده و شدید حقوق شهروندان ایرانی داشته، تحریم کرد. در ۷ مهر ۱۳۸۹، وزارت خزانه‌داری ایالات متحده آمریکا نیز وی را به دلیل نقض جدی حقوق بشر تحریم کرد.

## ابتدای زندگی
او در سنین کودکی پدر خود را از دست داد و مجبور شد در نوجوانی با کار در چاپخانه خردمند تفت امرار معاش کند. در سن ۱۹ سالگی با پذیرش در دانشگاه علوم قضایی مشغول به تحصیل در رشته حقوق شد و پس از آن به عنوان دادرس دادرس دادگاه عمومی شهر بابک منصوب می‌گردد. از دیگر سوابق او ریاست دادگاه حقوقی شهر بابک بوده است. در سال ۱۳۷۳ از طریق اسدالله بادامچیان و در سن ۲۷ سالگی به ریاست شعبه ۹ دادگاه عمومی تهران منصوب شد و مدتی بعد توسط محمد یزدی به شعبه ۳۴ مجتمع قضایی کارکنان دولت و سپس به شعبه ۱۴۱۰ دادگاه مطبوعات رفت. به گفته امیرفرشاد ابراهیمی وی متهم به سوء استفاده از موقعیت خود برای تجاوز به همسر یک زندانی شده و توسط سپاه پاسداران بازداشت می‌شود، اما به دلیل روابط خانوادگی خود با علی مشکینی و دیدار با محمد امامی کاشانی در نهایت پرونده وی مختومه اعلام شد و به تهران منتقل می‌گردد.

## قاضی مجتمع قضائی کارکنان دولت

### توقیف نشریات
نام سعید مرتضوی، به عنوان قاضی شعبه ۱۴۱۰ مجتمع قضائی کارکنان دولت معروف به دادگاه مطبوعات در دهه ۷۰ خورشیدی مطرح شد. وی در مقام قاضی دادگاه مطبوعات و دادستان تهران صدها روزنامه و نشریه را توقیف کرد که اوج آن در اردیبهشت ۱۳۷۹ و توقیف فله‌ای مطبوعات بود. در طول دوران دادستانی او بیش از ۱۲۰ روزنامه و نشریه به دستور وی توقیف شده‌اند. انجمن صنفی مطبوعات در بیانیه‌های متعدد وی را متهم به دست داشتن در کنترل و سانسور مطبوعات با ارسال دستورالعمل‌های مختلف و تهدید روزنامه‌نگاران کرداند. روزنامه جامعه پس از چند ماه انتشار توسط مرتضوی توقیف گردید. گرچه بلافاصله گردانندگان روزنامه از امتیاز نشریه «توس» استفاده کرده و با تأخیر توس را جایگزین «جامعه» کردند، گرچه توس هم توسط مرتضوی توقیف شد. وی به عنوان قاضی دادگاه مطبوعات پس از شکایت ستاد احیای امر به معروف و نهی از منکر از مجله آدینه به دلیل چاپ داستانی که به ادعای این ستاد غیر اسلامی بوده است، با وجود رأی هیئت منصفه برای تخفیف در مجازات این نشریه را پس از ۱۱ سال فعالیت توقیف کرد. ماشاالله شمس‌الواعظین نیز پس از توقیف دو روزنامه وقایع اتفاقیه و جمهوریت توسط سعید مرتضوی در بیانیه علیه این توقیف‌ها در ۱۹ ژوئیه ۲۰۰۴ می‌نویسد: «جریان مذکور فقط در پرونده زهرا کاظمی متهم شناخته نمی‌شود بلکه از سال ۷۷ تاکنون مسئول صدور احکام سنگین و ظالمانه و غیرقانونی علیه روزنامه‌نگاران و مدیران مسئول مطبوعات بوده و شکایات متعدد اهالی مطبوعات در دادسرای انتظامی قضات علیه دادستان کنونی تهران مسکوت مانده. قوه قضاییه با انتخاب این روش و با اعلام سعید مرتضوی به عنوان مدیر نمونه قصد داشته با دو قوه مجریه و مقننه (مجلس ششم) مقابله کرده و حتی منافع ملی کشور را برای حفظ این شخص به مخاطره اندازد.»
روزنامه‌ها، کتب و نشریاتی نظیر اعتماد ملی، شرق، هم‌میهن، جامعه، صبح امروز، خرداد، توس، نشاط، عصر آزادگان، اخبار اقتصادی، گلستان ایران، بنیان، یاس نو، وقایع اتفاقیه، مشارکت، آزاد، نوروز، جمهوریت، آریا، بهار، نوسازی، شهروند امروز، آبان، نیم‌روز، ایران فردا، کیان، آفتاب، روزنامه زن، زنان موسیقی ایران و زنان پرده نشین و نخبگان جوشن پوش به دستور قاضی مرتضوی توقیف شدند.

### انحلال دادگاه مطبوعات
وی در سال ۱۳۷۷ در جریان محاکمهٔ روزنامه کیهان، پنج تن از اعضای هیئت منصفه را به بهانهٔ عدم حضور در دادگاه برای دو سال از عضویت در هیئت منصفه محروم کرد. وی گفت که این حکم قطعی و غیرقابل اعتراض است. یکی از اعضای دیگر هیئت منصفه در همان زمان گفت این تصمیم باعث خواهد شد که دادگاه مطبوعات تا مدت‌ها برگزار نشود و در واقع دادگاه مطبوعات از آن زمان به بعد جلسه‌ای تشکیل نداد.

## دادستان تهران

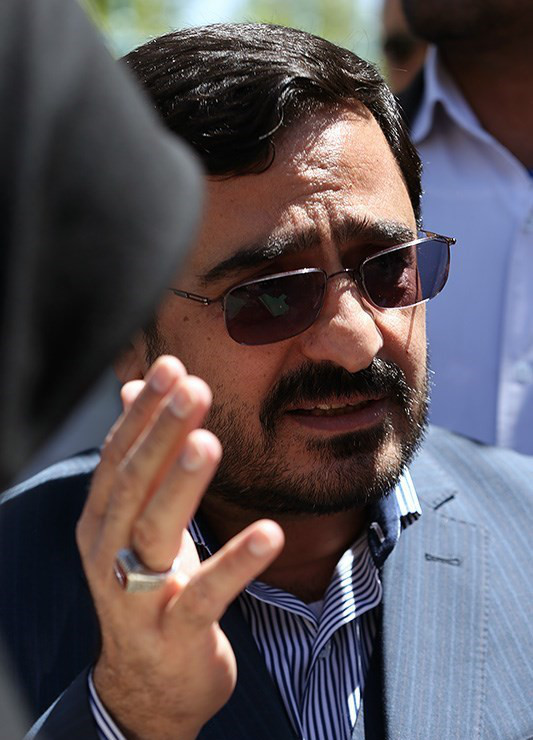
مرتضوی پس از جلسه دادگاه (آوریل، ۲۰۱۵)

وی از اردیبهشت ۱۳۸۲ مسئولیت دادستانی عمومی و انقلاب تهران را بر عهده گرفت. بازداشت بسیاری از اصلاح طلبان و معترضان پس از اعتراضات مردم ایران به نتایج انتخابات ریاست جمهوری (۱۳۸۸) با حکم سعید مرتضوی صورت گرفت. او در دستگیری و محاکمه بسیاری از دانشجویان، روزنامه‌نگاران و سیاستمداران از جمله عباس عبدی، اکبر گنجی، عمادالدین باقی، عباس پالیزدار، محمد سلطانی، زهرا کاظمی، احمد بورقانی، حمیدرضا جلایی پور، ابراهیم نبوی، حسین موسویان، سید محمد موسوی خوئینی‌ها، منصور اصانلو، احمد زیدآبادی، تقی رحمانی، رضا علیجانی، هدی صابر، دانشجویان دانشگاه امیر کبیر (پرونده نشریه‌های جعلی دانشگاه امیرکبیر) و نویسندگان سایت امروز و رویداد نقش داشته است. وی همچنین تلاش زیادی جهت به تعطیلی کشاندن خانه روزنامه نگاران جوان و دستگیری محمدرضا زائری انجام داد. به گفته خلیل بهرامیان وکیل فرزاد کمانگر، سعید مرتضوی پس از عزل از مقام دادستانی، با برداشتن و مفقود کردن پرونده فرزاد کمانگر، علی حیدریان و فرهاد وکیلی عملاً از بررسی مجدد آن پرونده جلوگیری کرده و دست کم دو بار برای به اجرا درآوردن احکام اعدام تلاش کرده است.

### پرونده قتل زهرا کاظمی
یکی از مهم‌ترین پرونده‌هایی که در جریان آن از سعید مرتضوی در مجلس ایران به عنوان یک متهم به قتل نام برده شد، پرونده مربوط به مرگ زهرا کاظمی، عکاس ایرانی - کانادایی بود. زهرا کاظمی که در تیرماه سال ۱۳۸۲ «در حین عکاسی از محوطه بیرونی زندان اوین» بازداشت شده بود، پس از چند روز بازجویی به صورت مشکوکی جان خود را از دست داد. در ابتدا بر اساس گزارش پزشکی قانونی کشور علت مرگ «برخورد جسم سخت» با سر کاظمی در زندان اوین عنوان شده بود، اما مجلس ششم کمیته ویژه‌ای تشکیل داد تا علت اصلی این مرگ را بررسی کند. کمیته بررسی و تحقیق در مورد قتل زهرا کاظمی در گزارش خود مرتضوی را به عنوان متهم ردیف اول این پرونده معرفی کرده و حتی برخی از نمایندگان خواستار برکناری او شدند. محسن آرمین نماینده مجلس ششم و عضو این کمیته ویژه از تریبون مجلس گفت که مرتضوی پس از دو روز بازجویی از خانم کاظمی به دلیل نامعلومی این خبرنگار را به نیروی انتظامی تحویل داده که پس از آن زهرا کاظمی به بازجویان نیروی انتظامی گفته بود که او را به هنگام بازجویی در دادستانی از ناحیه سر مورد ضرب و جرح قرار داده‌اند. بر اساس تحقیقات این کمیته مشخص شد که کاظمی به هنگام بازجویی ابراز ناراحتی کرده و سپس در پنجم تیرماه ساعت دوازده شب به بیمارستان انتقال یافته و سرانجام ساعت شش صبح روز ششم دچار مرگ مغزی شده است. فاطمه راکعی، یکی دیگر از نمایندگان مجلس ششم نیز به رسانه‌ها گفت که شخص قاضی مرتضوی طی تماسی با محمد حسین خوشوقت، معاون رسانه‌های خارجی وزارت ارشاد، وی را به دادستانی فرا خوانده و از او خواسته است که نامه تایپ شده‌ای مبنی بر اینکه «علت مرگ زهرا کاظمی سکته مغزی بوده است» را امضا کند. آرمین همان زمان در نطق پیش از دستور خود تأکید کرد: «من می‌دانم قاضی مرتضوی در سطحی نیست که بتواند بدون پشتوانه دست به چنین اقداماتی بزند، اما این اعمال خودسرانه و غیر مسئولانه در صورت سکوت و مسامحه قطعاً در این حد باقی نخواهد ماند.» در مصاحبه‌ای با روزنامه ایران، علی یونسی، وزیر اطلاعات دولت محمد خاتمی، سعید مرتضوی دادستان وقت را مسئول کشته شدن زهرا کاظمی، خبرنگار ایرانی کانادایی، معرفی و تأکید کرد که وزارت اطلاعات به مرتضوی گفته بوده که کاظمی جاسوس نیست اما او پرونده را از وزارت اطلاعات تحویل گرفت و به اطلاعات نیروی انتظامی واگذار کرد.

### دستگیری نویسندگان سایت امروز و رویداد
دستگیری نویسندگان سایت امروز و رویداد یکی از اقدامات دستگاه قضایی جمهوری اسلامی در شهریور ۱۳۸۳ برای محدودسازی انتشار اخبار و برخورد با موج روزنامه‌نگارانی بود که پس از توقیف گسترده روزنامه‌های اصلاح طلب به سمت اینترنت و انتشار اخبار و تحلیل‌های خود از آن گرایش یافته بودند انجام شد. در جریان این اقدام دادستان تهران (سعید مرتضوی) با همکاری نیروی انتظامی (به فرماندهی قالیباف) و استفاده از پیام فضلی نژاد (روزنامه‌نگار اصلاح طلب تواب) اقدام به دستگیری گسترده نویسندگان سایت‌های خبری امروز و بامداد (منتسب به روزنامه توقیف شده صبح امروز) و سایت رویداد (وابسته به جبهه مشارکت ایران اسلامی)کردند.
سعید مرتضوی (دادستان تهران) با بهره‌گیری از تجربیات پیام فضلی نژاد (روزنامه‌نگار جوانی که پس از بازداشت به همکاری گسترده با وی روی آورد و تا جایگاه بازجویی پیش رفت) به زیر نظر گرفتن فعالیت‌های روزنامه‌نگاران و وبلاگ نویسان پرداخت. اشتباه مدیران سایت امروز و قرار دادن شماره موبایل یکی از روزنامه‌نگاران در سایت برای گرفتن آگهی منجر به شناسایی و دستگیری آنان و از کار انداختن هر سه سایت شد. با توجه به وابستگی سایت‌ها به جبهه مشارکت و سازمان مجاهدین انقلاب اسلامی (که اکثریت مجلس ششم و برخی پست‌ها در کابینه محمد خاتمی را بر عهده داشتند) تصور نمی‌کردند که مرتضوی به سادگی امکان بازداشت و برخورد با آنان را داشته باشد.

دستگیرشدگان که بیش از بیست تن بودند در بازداشتگاهی غیرقانونی (که بعدها مشخص شد در میدان نیلوفر تهران قرار دارد) بیش از یک ماه بازداشت و تحت شکنجه قرار گفتند. در این مدت که درگیری میان اصلاح طلبان پیشرو و جناح راست نظام پس از انتخابات مجلس هفتم که با رد صلاحیت گسترده اصلاح طلبان و خارج کردن مجلس از کنترل آنان همراه بود به اوج خود رسید، مرتضوی تلاش فراوانی برای گرفتن اعترافات جنسی از دستگیرشدگان (خصوصاً دختران) کرد. آنان تحت فشار قرار می‌گرفتند که به داشتن روابط نامشروع با رهبران اصلاح طلبان اعتراف کنند. امید معماریان دربارهٔ بازجویی‌ها می‌گوید:
کسانی که من را بازجویی کردند و در سلول انفرادی یک زندان سری مواردی را که خود می‌خواستند از من با فشارهای مختلف بدنی و روانی گرفتند، مریض جنسی و روانی بودند من به آقای شاهرودی گفتم که نه تنها در مورد من بلکه این افراد نباید با هیچ‌کس در یک اتاق تنها بمانند چون که آن‌ها تعادل روانی ندارند و می‌توانند کارهایی بکنند که هیچ انسان با شرم و حیایی نمی‌تواند انجام بدهد. آقای شاهرودی قول دادند رسیدگی کنند، اما حالا متوجه شده‌ایم که این ما هستیم که باید تاوان یک سیستم بیمار ومریض را بدهیم که در آن در گوشه سلول انفرادی در محاصره یک مشت آدمی که هر کاری از شان بر می‌آید دو ماه را سپری کرده‌ایم و از آن پس زندگی مان هیچ‌گاه به دلیل فشارهای روانی آن دوران سیاه به حالت اول خود بازنگشته است.

### طرح ارتقای امنیت اجتماعی
وی همچنین از حامیان طرح موسوم به ارتقای امنیت اجتماعی بوده است. او دربارهٔ این طرح گفته بود: «یکی از محورهای اجرای طرح ارتقای امنیت اجتماعی برخورد با افرادی است که با ظاهر ناهنجار در جامعه ظاهر می‌شوند. درصد بالایی از زنانی که در طرح امنیت اجتماعی توسط نیروی انتظامی دستگیر و به دادسرا معرفی شده‌اند با هدف هنجارشکنی یا نشان‌دار شدن در جامعه موجب اغفال جوانان را فراهم می‌کنند.»

### فروش سوالات کنکور
نام مرتضوی در گزارش هیئت تحقیق و تفحص مجلس هفتم از قوه قضائیه در سال ۱۳۸۷ نیز به چشم می‌خورد. خبرگزاری فارس متن بیانیه‌ای را از اعضای هیئت تحقیق تفحص مجلس از قوه قضاییه منتشر کرد که در آن اقدامات سعید مرتضوی دادستان وقت تهران در پرونده فروش سوالات کنکور «انتحار قضایی» توصیف شده بود.
این بیانیه به امضای الیاس نادران، حسین نجابت، علیرضا زاکانی، مهدی کوچک زاده، فاطمه آجورلو، نیره اخوان بیطرف، حسن کامران و طباطبایی نژاد اعضای این هیئت رسیده است که پس از آن به گفته حسن کامران، با برخی از این نمایندگان از جمله آجرلو به دلیل تهیه همین گزارش و بیانیه برخورد قضایی صورت گرفت.
فاطمه آجرلو عضو هیئت تحقیق تفحص از قوه قضاییه توسط دستگاه قضایی احضار و چندین بار مورد بازجویی قرار گرفت. اعضای هیئت تحقیق و تفحص مجلس عملکرد آقای مرتضوی در پرونده فروش سئوالات کنکور را «انتحار قضایی» توصیف کردند. زاکانی نماینده تهران و یکی از اعضای این هیئت، مرتضوی را متهم کرد که با از بین بردن آثار جرم و مفقود کردن پرونده‌های فروش سئوالات کنکور از سراسر کشور موجب «کور کردن سرنخ‌های مربوط به پرونده فروش سئوالات کنکور» شده است. به گفته زاکانی، دادستان تهران در جلسه کمیسیون اصل نود مجلس بیش از ۱۰ بار اعلام کرده بود که این پرونده توسط یک سرباز و در قبال اخذ مبلغی رشوه ربوده شد.
بعدها هم که زاکانی در مجلس هشتم به نقش مرتضوی در پرونده مربوط به کشته شدن بازداشت شدگان حوادث پس از انتخابات سال ۸۸ اشاره کرده بود مرتضوی این اتهامات را «خصومت شخصی» خواند و زاکانی را «بیمار» معرفی کرد. ۲۰۸ نماینده مجلس هفتم نیز در نامه‌ای به محمود هاشمی شاهرودی، رئیس قوه‌قضائیه، خواستار تشکیل دادگاهی صالح، بی‌طرف و علنی برای رسیدگی به اتهامات سعید مرتضوی، دادستان تهران شدند. سعید مرتضوی در نامه‌ای که در رسانه‌ها بازتاب گسترده‌ای داشت نوشت: «آقای علیرضا زاکانی احضار برخی اعضای هیئت تحقیق و تفحص از قوه قضائیه به دلیل ارتکاب تخلفات خارج از مسئولیت نمایندگی و سایر مرتبطان نگرانی فاحشی پیدا نموده و حالت اعتدال روانی خود را ازدست داده است.» اما زاکانی گفت که هم در مورد نقش مرتضوی برای ایجاد اخلال در پرونده فروش سوالات کنکور مدارکی را در اختیار دارد و هم در مورد نقش او در حوادث کشته شده‌های بازداشتگاه کهریزک. حسن کامرانی در بهمن ۱۳۸۸ دربارهٔ سعید مرتضوی گفت: «با توجه به گزارش تفحص مجلس، اسنادی از کهریزک و فروش سوالات کنکور موجود است که نشان از نقش دادستان سابق تهران دارد. او یک متهم است و دادگاه باید اتهامات آن را بررسی کند. هرچند به دلیل آن تفحص از قوه قضاییه، با برخی نمایندگان تسویه حساب شد اما بنده از آیت‌الله آملی برای برخورد با عوامل خطاکار سپاسگزارم. البته توقع نداشته‌ایم که دولت به ایشان (مرتضوی) منصب جدید بدهند.»

### حوادث کهریزک
بازداشتگاه کهریزک محل نگهداری گروهی از معترضان حوادث پس از اعتراضات مردم ایران به نتایج انتخابات ریاست جمهوری (۱۳۸۸) بود. پس از آن مجلس هشتم نیز کمیته ویژه‌ای تشکیل داد تا موارد مطرح شده در موارد «شکنجه»، «ضرب و جرح»، نحوه نگهداری بازداشت شدگان و در نهایت «قتل» برخی از شهروندان معترض را بررسی کند.
بر اساس گزارش کمیته حقیقت‌یاب مجلس که دی ماه سال ۸۸ در مجلس قرائت شد، فرد آمر در انتقال بازداشت شدگان به کهریزک، سعید مرتضوی، دادستان وقت تهران معرفی شد. به گزارش کمیته ویژه بررسی وضعیت بازداشت شدگان ناآرامی‌های انتخابات ریاست جمهوری دهم، انتقال بازداشت‌شدگان ۱۸ تیر به کهریزک با «دستور و اصرار» سعید مرتضوی، دادستان وقت تهران، صورت گرفت و همچنین یکی از متهمین فوت شده بدون بازجویی به زندان معرفی شده بود. کمیته ویژه مجلس در این گزارش اعزام تعداد ۱۴۷ نفر از دستگیرشدگان تظاهرات جنبش سبز در ۱۸ تیر ۱۳۸۸ به بازداشتگاه کهریزک را اشتباه و غیرقانونی خوانده بود. اما مرتضوی در پاسخ به گزارش کمیته ویژه مجلس جوابیه‌ای منتشر کرد و طی آن گزارش کمیته ویژه مجلس را «تبلیغاتی، سیاسی، تخریبی و ابهام‌آور» خواند. مرتضوی در جوابیه‌اش نوشت: «با تأکید اینجانب مبنی بر اینکه فقط اراذل و اوباش مؤثر در آشوب و بلوا و تخریب اموال عمومی به کهریزک اعزام شوند از حدود ۳۰۰ نفر از بازداشت شدگان، ۱۵۳ نفر آنان به اوین اعزام شدند و ۱۴۷ نفر بازداشت شدگان بر اساس گزارش نیروهای در صحنه و اظهارات آنان در پاسخ به تفهیم اتهامات وارده و به دلیل نبود مکان خالی در اوین و اضطرار زمانی مذکور، به کهریزک اعزام شدند.» مرتضوی به همراه حسن حداد دهنوی معروف به قاضی حداد (معاونت امنیت وقت دادستان تهران) و علی اکبر حیدری فرد (دادیاری که دستور انتقال بازداشت شدگان به کهریزک را داده بود) مرداد ماه ۱۳۸۹ و با دستور دادگاه انتظامی قضات از سمت‌های خود تعلیق شدند و هم‌زمان مصونیت قضایی آن‌ها نیز لغو شد اما به اتهامات آن‌ها رسیدگی نشد. او علت مرگ بازداشت شدگان را ابتلای آن‌ها به بیماری مننژیت اعلام کرده بود، اما کمیته ویژه مجلس در بررسی‌های خود به این نتیجه رسید که این اظهارات واقعیت ندارد. خانواده‌های محسن روح‌الامینی، محمد کامرانی، امیر جوادی‌فر، احمد نجاتی کارگر و رامین قهرمانی تأکید کردند که فرزندان آن‌ها که در حوادث ۱۸ تیر ۸۸ دستگیر و به کهریزک منتقل شدند «جوانان و دانشجویان این کشور بودند که نقشی در ایجاد آشوب نداشتند». برخی از این خانواده‌ها طی مصاحبه‌های متعدد یا در دیدار با بعضی از نمایندگان مجلس گفته‌اند که فرزندان شان به دلیل «جراحات وارد شده در اثر شکنجه و ضرب جرح» در کهریزک و نیز به دلیل «عدم رسیدگی پزشکی» جان خود را از دست داده‌اند. مرتضوی گزارش مجلس را رد کرد. سعید مرتضوی در تیر ماه ۱۳۹۰ ادعا کرد از تمامی اتهام‌های حوادث کهریزک تبرئه شده است غلامحسین اژه‌ای دادستان کل کشور و سخنگوی قوه قضائیه در مرداد ماه ۱۳۹۰، اعلام کرد پرونده مرتضوی دادستان سابق تهران همچنان باز است و تبرئه سعید مرتضوی در حوادث کهریزک را تکذیب کرد. سردار احمدی‌مقدم در اظهار نظری در زمان دولت یازدهم ایران مدعی شد در جلسه‌ای که مورخ ۱۹ تیر ۱۳۸۸ پیرامون تصمیم‌گیری برای محل بازداشت معترضان به انتخابات برگزار شده بوده، با اعزام بازداشت‌شدگان به کهریزک مخالفت نموده است ولی مرتضوی مُصر بوده است به این دلیل که آن‌ها سلاح سرد با خود حمل می‌کردند، بنابراین می‌بایست با آن‌ها همچون اراذل و اوباش برخورد شود. مرتضوی در سال ۱۳۹۵ طی نامه‌ای قربانیان حادثه کهریزک عذر خواهی کرده و اعلام نمود که این حادثه عمدی نبوده است. در بخشی از این نامه آمده است:
«در رابطه با واقعه خونبار تیرماه ۸۸ که متعاقب فتنه بزرگ و توطئه پس از انتخابات ریاست جمهوری به وقوع پیوست، رهبری معظم انقلاب به خاطر عمق فاجعه از آن به جنایت تعبیر فرمودند. به عنوان دادستان وقت عمیقاً ابراز تأسف و اعتذار می‌نمایم و از مقام شهیدان مظلوم این حادثه جوادی‌فر، روح‌الامینی و کامرانی طلب پوزش نموده و علو درجات آن‌ها را از خداوند بزرگ مسألت می‌نمایم.»
واکنش خانواده‌های قربانیان این حادثه به عذر خواهی مرتضوی متفاوت بوده و برخی این موضوع را مثبت و برخی این عذرخواهی را نمک پاشیدن روی زخم و نوع برنامه ساختگی عوام فریبانه اعلام کردند.

### عزل از دادستانی
با انتصاب صادق لاریجانی به ریاست قوه قضاییه مرتضوی از سمت دادستانی تهران برکنار و به سمت معاون مطلق دادستان کل کشور، محسنی اژه‌ای، منصوب شد. یک‌سال پس از کشته شدن پنج تن از دستگیرشدگان در تظاهرات‌های اعتراضی سال ۱۳۸۸ در بازداشتگاه کهریزک که بر اساس گزارش پزشکی قانونی بر اثر ضربات و فشارهای دوران بازداشت، درگذشته بودند، با حکم دادگاه انتظامی قضات در ۱ شهریور ۱۳۸۹ قاضی مرتضوی در کنار دو مقام قضایی دیگر از سمت خود تعلیق گردید. به گفته وکیل خانواده قربانیان (دکتر صالح نیکبخت) پیش از این، شکایت از مرتضوی در سال‌های ۱۳۷۸ و ۱۳۷۷ نیز صورت گرفته بود که به دلایل نامشخص بی‌اثر ماند.
پس از گذشت یک‌سال از حادثهٔ کهریزک و کشته شدن پنج تن و شکنجه شماری از بازداشت شدگان، حکم تعلیق و عزل سعید مرتضوی و دو مقام مرتبط دیگر صادر شد. این حکم توسط شعبه یک دادگاه انتظامی قضات، به این سه مقام قضایی ابلاغ شده است این در حالی است که سعید مرتضوی دادستان وقت تهران، در جوابیه‌ای که به دنبال قرائت گزارش نمایندگان مجلس در مورد کهریزک ۲۶ دی سال ۱۳۸۸ منتشر کرده‌بود، تلاش کرد تا از این اتهام تبرئه شود. با این وجود دستگاه قضایی دفاعیات مرتضوی را نپذیرفت و به عقیده ناظران حقوقی، صدور حکم تعلیق وی به این معناست که او نخستین متهم حادثهٔ کهریزک شناخته شده است. سعید مرتضوی پس از قرائت گزارش کمیته ویژه بررسی وضعیت بازداشت شدگان ناآرامی‌های انتخابات ریاست جمهوری دهم توسط رئیس جدید این قوه، صادق لاریجانی از سمت دادستانی تهران عزل شد. همچنین مصونیت قضایی او نیز در شهریور ۱۳۸۹ توسط دادگاه انتظامی قضات لغو شد. این برکناری موجب شد تا ۲۱۶ تن از نمایندگان مجلس طی بیانیه‌ای از دستگاه قضایی کشور برای این برکناری تشکر و قدردانی کنند. در این بیانیه آمده بود: «جنایت‌های انجام شده در کهریزک حادثه تلخی بود که قلب آیت‌الله خامنه‌ای، رهبر جمهوری اسلامی و همه ملت را سوزاند و برخورد قوه قضائیه نسیم التیام بخشی است که امید را در دل مردم زنده ساخت.»

#### تحریم اتحادیهٔ اروپا و وزارت خزانه‌داری ایالات متحده آمریکا
اتحادیه اروپا طی تصمیم مورخ روز ۲۳ فروردین ۱۳۹۰ (۱۳ آوریل ۲۰۱۱)، ۳۲ مقام ایرانی از جمله سعید مرتضوی را به دلیل نقشی که در نقض گسترده و شدید حقوق شهروندان ایرانی داشته‌اند، از ورود به کشورهای این اتحادیه محروم کرد. کلیه دارایی‌های این مقامات نیز در اروپا توقیف خواهد شد. بر اساس بیانیه اتحادیهٔ اروپا، سعید مرتضوی، در زمان تصدی دادستانی تهران، احکام بازداشت گسترده صدها فعال، روزنامه‌نگار و دانشجو را صادر کرده است. او بعد از تحقیقات دربارهٔ نقشش در کشته شدن سه نفر در بازداشتگاه کهریزک در اوت ۲۰۱۰ (شهریور ۱۳۸۹) از سمت قضایی خود معلق شد.
در ۷ مهر ۱۳۸۹، وزارت خزانه‌داری ایالات متحده آمریکا نیز سعید مرتضوی را به دلیل نقض جدی حقوق بشر تحریم کرد. در بیانیه این وزارتخانه آمده که مرتضوی به عنوان دادستان تهران در بازداشت صدها فعال، روزنامه‌نگار و دانشجو و همچنین در انتقال معترضان به نتایج انتخابات ۱۳۸۸ به بازداشتگاه کهریزک که منجر به مرگ سه نفر شد، مسئول بوده است.

## ریاست ستاد مرکزی مبارزه با قاچاق کالا و ارز
او در دی ماه ۱۳۸۸ از سوی محمود احمدی‌نژاد به عنوان رئیس ستاد مرکزی مبارزه با قاچاق کالا و ارز تعیین شد و این اولین انتصاب او در یک پست دولتی پس از عزل از دستگاه قضایی بود که واکنش و اعتراض مجلس هشتم را برانگیخت. علی اکبر حیدری فرد، دادیاری که دستور انتقال بازداشت شدگان به بازداشتگاه کهریزک را داده بود نیز به عنوان مشاور سعید مرتضوی در ستاد مرکزی مبارزه با قاچاق کالا و ارز منصوب شد. علی مطهری نماینده تهران، در نامه سرگشاده‌ای به صادق لاریجانی، رئیس قوه به انتصاب قاضی مرتضوی به عنوان رئیس ستاد مبارزه با قاچاق کالا و ارز اعتراض کرد و خواستار انجام اقداماتی علیه وی شد. مطهری در قسمت‌هایی از این نامه نوشته بود: «سعید مرتضوی، قاضی دادگستری و دادستان سابق عمومی و انقلاب تهران به موجب گزارش هیئت تحقیق و تفحص مجلس شورای اسلامی دوره هفتم از قوه قضائیه در خرداد ماه سال ۱۳۸۷ و همچنین گزارش اخیر کمیته حقیقت یاب مجلس شورای اسلامی، متهم به ارتکاب جرایمی گردیده است که طبق قانون باید در یک مرجع قضایی ذی‌صلاح و خارج از نوبت رسیدگی شود. با توجه به اینکه نامبرده با حفظ سمت قضایی خود متأسفانه از سوی ریاست محترم جمهوری، علی‌رغم اطلاع از اتهامات ایشان به عنوان رئیس ستاد مبارزه با قاچاق کالا و ارز منصوب گردیده است و رسیدگی به اتهامات منتسب به مشارٌ‌الیه مندرج در دو گزارش یادشده مستلزم تعلیق ایشان از سمت قضایی و لغو مصونیت قضایی وی می‌باشد، مستدعی است دستور فرمایید اقدام‌های لازم قانونی در این باره به دقت و سرعت معمول گردد و نتیجه به هیئت رئیسه مجلس شورای اسلامی اعلام شود. ضمناً در گزارش کمیته حقیقت یاب مجلس شورای اسلامی آمده بود که غیر از بازداشتگاه تعطیل شده کهریزک، بازداشتگاه‌های دیگری نیز وجود دارد که خارج از نظارت و مدیریت سازمان زندانهاست.» به دنبال این انتصاب، ۵۷ تن از نمایندگان مجلس ایران طی نامه‌ای خطاب به صادق لاریجانی و محمود احمدی‌نژاد خواستار برکناری مرتضوی از هرگونه منصب دولتی شدند. نمایندگان در نامه خود در مورد انتصاب دولتی مرتضوی به دستگاه قضاییه کشور هشدار دادند که مبادا «متهم به آمریت فاجعه کهریزک» از تعقیب جدی و بی‌طرفانه مصون بماند. نمایندگان امضاکننده نامه در ادامه خطاب به احمدی‌نژاد هم نوشته بودند که نباید مرتضوی را با اتهامات مهمی که علیه او مطرح است در منصب حساسی مانند ریاست ستاد مبارزه با قاچاق ارز و کالا قرار دهد. سعید مرتضوی در طول ریاستش بر این ستاد خواستار اجرای حکم اعدام برای قاچاقچیان کالا و ارز شد.

## ریاست سازمان تأمین اجتماعی
انتصاب مرتضوی به ریاست سازمان تأمین اجتماعی در اسفند ماه ۱۳۹۰، موضوع استیضاح وزیر تعاون، کار و رفاه اجتماعی را در مجلس هشتم مطرح کرد. شش تن از نمایندگان مجلس شامل احمد توکلی، الیاس نادران، علیرضا زاکانی، حسین نجابت، علی مطهری، مسعود پزشکیان و محمد دهقان خواهان استیضاح وزیر کار جمهوری اسلامی شده و گفتند در صورت ابقای سعید مرتضوی در سمت مدیریت صندوق تأمین اجتماعی، استیضاح وزیر تعاون، کار و رفاه اجتماعی در مجلس نهم پیگیری خواهد شد.
الیاس نادران، نماینده تهران یکی از طراحان استیضاح عبدالرضا شیخ‌الاسلامی وزیر وزارت تعاون، کار و رفاه اجتماعی ایران است از تقدیم این طرح به هیئت رئیسه مجلس خبر داد. طرح استیضاح وزیر کار و امور اجتماعی که به دلیل انتصاب مرتضوی به عنوان رئیس صندوق تأمین اجتماعی ناکام ماند. این طرح با ۱۹ امضا تقدیم شد اما در روز استیضاح و تنها با قول شرف مرتضوی مبنی بر استعفایش منتفی شد و نمایندگان امضای خود را پس گرفتند. اما با گذشت چند هفته از این موضوع همچنان سعید مرتضوی استعفا نداد و در منصب رئیس صندوق تأمین اجتماعی باقی ماند که این امر نشان دهنده عدم موفقیت نمایندگان مجلس هشتم از طرح استیضاح وزیر کار است. قول شرفی که از همان ابتدا وزیر کار را از استیضاح نجات داد و روز استیضاح را برای وزیر کار شیرین کرد اما این قول هم بی عمل بود تا ثابت شود احمدی نژادی‌ها حتی به قول خود هم پایبند نیستند. نامه غلامعلی حداد عادل مبنی بر پذیرش استعفا از سوی سعید مرتضوی مزید بر علت شد تا مجلس هشتم فریب بخورد و در آخرین ساعات شیخ الاسلامی نفس راحتی بکشد.
پس از این انتصاب پانزده تن از نمایندگان مجلس نیز طی تذکری به محمود احمدی‌نژاد نسبت به این انتصاب اعتراض کردند. روزنامه جوان به دنبال انتشار خبر اعتراض نمایندگان به این انتصاب نوشت که سعید مرتضوی در پرونده حادثه کهریزک به اتهام "معاونت در قتل"، "نقض حقوق شهروندی" و "هتک حیثیت تفهیم اتهام شده و پرونده قضایی او همچنان باز است. محمد رضا رحیمی، معاون اول رئیس‌جمهوری ایران که در دولت یازدهم به جرم تخلفات مالی محکوم و زندانی شد، تأکید کرد که دولت مرتضوی را برای این سمت مناسب تشخیص داده و حتی «بیش از گذشته» از او حمایت خواهد کرد. احمد توکلی در واکنش به عدم استعفای مرتضوی گفت: یک قاضی معلق مدیرعامل تأمین اجتماعی می‌شود که ما در تلاشیم با قوانین موجود در دیوان عدالت اداری او را پایین بکشیم و با کمک دیوان عدالت مرتضوی را عزل می‌کنیم. به رغم قول شرفی که مرتضوی به غلامعلی حدادعادل داده بود، او نه تنها به تأمین اجتماعی رفت بلکه روز شنبه همان هفته هم گزارش عملکرد مدیریت ۴۰ روزه خود بر این سازمان را تشریح کرد! البته او برای آنکه پایبندی‌اش را به این قول نشان دهد، دستور داد، یک میز کار در اتاق دیگری برایش بگذارند! گویا مشکل نمایندگان فقط این بود که مرتضوی به اتاق مورد نظر نرود و مرتضوی به حداد عادل قول شرف داده که وارد آن اتاق نشود! در برخی سایت‌های خبری از جمله آفتاب نیوز و پارسینه اخباری منتشر شد که بر اساس آن نزدیکان احمدی‌نژاد به برخی نمایندگان مجلس پیغام داده‌اند که چنانچه استیضاح وزیر کار رأی بیاورد و شیخ الاسلامی برکنار شود، سعید مرتضوی به عنوان سرپرست وزارت کار معرفی خواهد شد. سه اتحادیه بزرگ دانشجویی ایران نیز در بیانیه‌ای انتصاب او را نشانه اصرار دولت بر «تحمیل خواسته‌های خود» و نتیجه این انتصاب را «بی‌اعتمادی مردم نسبت به ساختارها» عنوان کردند. محمدرضا باهنر، نایب رئیس مجلس ایران روز ۲۸ اسفندماه ۱۳۹۰، روز بعد از برگزاری مراسم معارفه مرتضوی به عنوان مدیرعامل صندوق تأمین اجتماعی، اعلام کرد که درخواست استیضاح وزیر تعاون، کار و رفاه اجتماعی این کشور به‌طور غیررسمی به هیئت رئیسه مجلس تحویل داده شده است. علی اکبر حیدری فرد، دادیار بازداشتگاه کهریزک و مشاور سعید مرتضوی نیز در واکنش به این انتصاب گفت: «تخریب مرتضوی در جریان انتصاب او به سمت ریاست سازمان تأمین اجتماعی، امتداد موضع‌گیری‌های مغرضانه علیه انتصابات رئیس‌جمهوری است.»
در ۱۵ فروردین ۱۳۹۱ طرح استیضاح وزیر تعاون، کار و رفاه اجتماعی در مخالفت با انتصاب سعید مرتضوی با ۲۰ امضا به هیئت رئیسه مجلس شورای اسلامی ارائه شد. در این نامه مواردی مثل حوادث بازداشتگاه کهریزک، پرونده دانشگاه آزاد، سوء استفاده از موقعیت‌های شغلی و تعلیق از قضاوت دربارهٔ سعید مرتضوی گفته شده است. نمایندگان مجلس شورای اسلامی ایران تنها کسانی نبودند که نسبت به این انتصاب اعتراض کردند. علی کامرانی، پدر محمد کامرانی در گفتگو با خبرگزاری مهر گفت: «حداقل دولت تا مشخص شدن نتیجه دادگاه صبر می‌کرد و بعد از قطعیت پیدا کردن نتیجه پرونده و برائت مرتضوی از اتهامات وارده به وی پست و مدال می‌داد.» وی تصریح کرد: «متاسفم برای مسوولین اجرایی که چرا شخصی که اتهاماتی متوجه‌اش است و هنوز پرونده جرمش در دادگاه رسمی کشور در حال بررسی است پست جدید دولتی می‌دهد.» پدر محسن روح الامینی یکی دیگر از کشته شدگان بازداشتگاه کهریزک نیز تصریح کرد که سعید مرتضوی در چند شعبه پرونده دارد. وی در گفت گو با سایت «الف» گفت: «دادستان سابق تهران با ادعای ابتلای فوت شدگان به مننژیت به پرونده‌سازی در خصوص سه جوان فوت شده در کهریزک نیز متهم است و اما به دلیل اینکه آقای مرتضوی شغل نظامی ندارد این پرونده در دادسرای نظامی رسیدگی نشد و به دادسرای ویژه قضات فرستاده شد که هم‌اکنون مفتوح است.»

### اتهام فساد مالی - واگذاری بخشی از سازمان تأمین اجتماعی به بابک زنجانی
بر اساس گفته‌های یکی از اعضای هیئت‌مدیره جدید سازمان تأمین اجتماعی (منصوب شده در دولت یازدهم ایران)، سعید مرتضوی و بابک زنجانی تفاهم‌نامه‌ای امضا کرده بودند که به موجب آن، در ازای پرداخت ۵٫۳ میلیون یورو از جانب زنجانی، این سازمان نیز ۱۳۷ شرکت زیرمجموعه خود را با نرخ تعیین شده بر اساس بورس کالا، به زنجانی بفروشد. به دلیل عدم عملی‌سازی تعهدات مقرر از جانب زنجانی بعد از یکسال، هیئت مدیره سازمان تأمین اجتماعی در ۲۸ آبان ۱۳۹۲ به‌طور یکجانبه این قرار داد را ملغی اعلام کرد و کلیه اسناد تحویل شده به زنجانی را بازستاند.

### ابطال حکم ریاست وی توسط دیوان عدالت اداری
در تاریخ ۱۰ مرداد ۱۳۹۱ دیوان عدالت اداری در راستای رسیدگی به شکایت تنی چند از نمایندگان مجلس در رابطه با ریاست مرتضوی بر صندوق تأمین اجتماعی، این دیوان رأی بر ابطال انتصاب وی به عنوان ریاست این صندوق داد و این حکم را غیرقابل تجدیدنظر و قطعی اعلام کرد.

## تحریم

### کانادا
کانادا اعلام کرد تحریم‌های جدیدی علیه ۱۷ شخص و ۳ نهاد از مقامات سابق و فعلی جمهوری اسلامی وضع کرده است که نام سعید_مرتضوی در بین این اسامی است.

## محاکمه

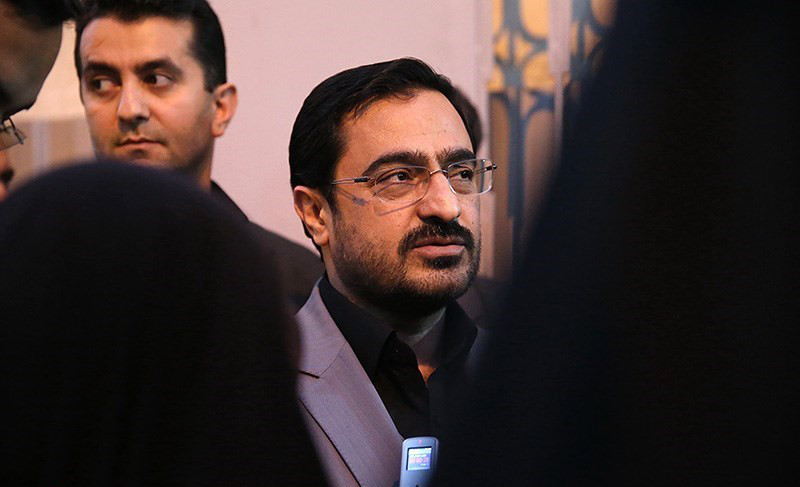
مرتضوی در دادسرای کارکنان دولت، آبان ۹۲

وکیل خانواده کامرانی یکی از کشته شدگان بازداشتگاه کهریزک در فروردین ماه ۱۳۹۱ اعلام کرد که با اعتراض این خانواده به قرار منع تعقیب صادر شده برای دادستان سابق تهران، از سوی دادگاه عمومی قرار جلب متهم به دادرسی صادر شده است.
کمالی جلودار در گفتگو با خبرنگار ایلنا، صدور قرار جلب متهم به دادرسی را تأیید و در پاسخ به این پرسش که آیا تاکنون برای پرونده شکایت خانواده کامرانی علیه سعید مرتضوی، وی در دادسرا حاضر شده است، گفت: «دادستان سابق تهران برای دفاع از خود در دادسرا حضور و از خود دفاع کرده است. به گزارش ایلنا، برابر قانون آیین دادرسی کیفری چنانچه متهمی در مرحله دادسرا قرار منع تعقیب دریافت کند، با اعتراض شاکی نسبت به قرار منع تعقیب پرونده به دادگاه عمومی کیفری ارسال می‌شود و رئیس دادگاه چنانچه این قرار منع تعقیب را برخلاف قانون بداند، دستور جلب متهم به دادرسی را صادر می‌کند. پس از صدور چنین دستوری از سوی رئیس دادگاه پرونده به دادسرا برگردانده می‌شود و قاضی رسیدگی‌کننده در دادسرا (دادیار یا بازپرس) مکلف است برابر دستور دادگاه متهم را احضار و در صورت عدم حضور متهم حکم به جلب وی صادر کند و پس از آن به متهم تفهیم اتهام کرده و قرار تأمین مناسبی از وی اخذ کند.»
اژه‌ای دادستان کل کشور، نیر دربارهٔ جلب مرتضوی گفت: «قبلاً برای دادستان سابق تهران قرار منع تعقیب صادر شده بود که با اعتراض شاکی پرونده به دادگاه ارسال شد و دادگاه نیز قرار منع تعقیب برای وی را رد کرد و پرونده را به دادسرا بازگرداند.» او در شانزدهم بهمن ۱۳۹۱ بازداشت و به زندان اوین منتقل شد.
شعبه ۲۲ دادگاه تجدید نظر استان تهران مرتضوی را با یک درجه تخفیف به ۲ سال حبس در ارتباط با اتهام معاونت در قتل محکوم کرده و این حکم قطعی است.

### برکناری
مرتضوی با وجود حکم قضایی همچنان بر صندلی ریاست جلوس کرده بود تا اینکه در ۲۷ مرداد ۹۲ طی حکمی از سوی علی ربیعی، وزیر تعاون، کار و رفاه اجتماعی دولت روحانی، صمدالله فیروزی به سمت سرپرست صندوق تأمین اجتماعی منصوب شد.

### انفصال دائم
مرتضوی دادستان عمومی و انقلاب تهران در تاریخ ۲۴ آبان سال ۱۳۹۳ به صورت دائم از احراز شغل قضا انفصال پیدا کرد و همچنین انفصال وی از مشاغل دولتی به مدت ۵ سال نیز مورد تأیید قرار گرفت.

### شکایت سازمان بازرسی کل کشور
در آذرماه ۱۳۹۳ سازمان بازرسی کل کشور نیز از او به دلیل پرداخت وجوه غیرقانونی به اشخاصی شکایت کرد. با این شکایت، تعداد شاکیان پروندهٔ وی تا زمان آن شکایت به ۴ شاکی رسید. این سازمان پس از آن که پاسخ منفی استعلامی دربارهٔ قانونی بودن یا نبودن پرداخت وجوه به افراد خارج از سازمان تأمین اجتماعی توسط او را صادر کرد، از مرتضوی شکایت کرد.

### تبرئه از اتهامات معاونت در قتل و گزارش دروغ
رسیدگی مجدد به پرونده سعید مرتضوی، در اردیبهشت ماه ۱۳۹۴ شروع شد که در جریان آن، دو اتهام تنظیم گزارش دروغ (که جریمه ۲۰۰ هزار تومانی مرتبط با آن از سوی دیوان عالی کشور رد شده بود) و معاونت در قتل (محسن روح الامینی) مورد رسیدگی قرار گرفت و سرانجام وی در مرداد ۹۴ از این اتهامات تبرئه شد. محمدرضا محمدی کشکولی، قاضی پرونده سعید مرتضوی در ۲۸ مرداد ۱۳۹۴ اعلام کرد او، در عین حال بر سر تخلفات خود در زمان ریاست بر سازمان تأمین اجتماعی، به حبس و رد مال محکوم شده است. به گفته مقام‌های قضایی ایران، بخش دیگری از پرونده تخلفات آقای مرتضوی در سازمان تأمین اجتماعی نیز در نوبت رسیدگی قرار دارد. محمدی کشکولی در ۲۸ مرداد ۱۳۹۴ به خبرگزاری تسنیم گفته که هنوز معلوم نیست که «بخش بعدی پرونده» برای رسیدگی به کدام شعبه ارسال خواهد شد.

### خروج از کشور
ششم آذر ۱۳۹۴ رسانه‌های خبری ایران از خروج سعید مرتضوی از کشور به قصد نجف و کربلا در پنجشنبه ۵ آذر در حالی خبر دادند که پرونده او همچنان در دستگاه قضایی در حال بررسی است.

### نامه عذر خواهی از خانواده معترضان سال ۸۸
وی در شهریور ۹۵ در نامه‌ای نوشت: «اینجانب به عنوان دادستان وقت تهران در پیشگاه خداوند و وجدان خود از وقوع این حادثه هولناک اگرچه خداوند باریتعالی عالم است، در شکل‌گیری آن هیچ عمدی نبوده، ابراز شرمندگی می‌کنم؛ و از مقام شهیدان مظلوم این حادثه جوادی‌فر، روح‌الامینی و کامرانی طلب پوزش نموده و علو درجات آن‌ها را از خداوند بزرگ مسئلت می‌نمایم. امیدوارم تلخی این حادثه و هزینه‌های عظیم این خسارت معنوی همچنان در حافظه مسئولان مربوطه باقی‌مانده و من‌بعد شاهد تکرار این‌گونه وقایع تلخ در کشور عزیزمان ایران اسلامی نباشیم.»

### محکومیت حبس
مرتضوی آذر ۱۳۹۶ به دو سال حبس محکوم شد. با وجود صدور این حکم مرتضوی خود را برای اجرای حکم معرفی نکرد تا درتاریخ ۲ اردیبهشت ۹۷درشمال کشور بازداشت شد.

### بخشیده شدن مجازات شلاق
مصطفی ترک همدانی وکیل مدافع تعدادی از کارگران تأمین اجتماعی گفت که حکم شلاق مرتضوی، با توجه به عفو عمومی علی خامنه ای، بخشیده شده است.

### بازداشت
مرتضوی در ۲ اردیبهشت ۱۳۹۷ در منطقه سرخرود مازندران دستگیر و عصر همان روز به زندان اوین در تهران تحویل داده شد. علی‌رغم صدور حکم جلب او، اما گزارش‌هایی مبنی بر «گم شدنش» تا آن زمان مانع از بازداشت او شده بود.

### آزاد شدن از زندان
در تاریخ ۱۶ شهریور ۱۳۹۸ مرتضوی پس از تحمل دو سوم از مدت محکومیت خود از زندان آزاد شد.

## زندگی شخصی
همسر او هما فلاح دکترای رشته پزشکی است٬ پس از اینکه سعید مرتضوی به ریاست سازمان تأمین اجتماعی رسید با حکمی همسرش را به ریاست بیمارستان شریعت رضوی، وابسته به سازمان تأمین اجتماعی منصوب کرد. سپس، در آبان سال ۹۱ او را به دلیل «خدمت خالصانه» به سمت مدیرکل آموزش و پژوهش سازمان تأمین اجتماعی گمارد. هما فلاح هم‌زمان با بررسی پرونده همسرش به عنوان متهم ردیف اول بازداشتگاه کهریزک توسط دادگاه، با ائتلاف زنده باد بهار نامزد چهارمین دوره شورای شهر تهران شد. به گزارش الف هما فلاح از امکانات دولتی برای تبلیغات خود استفاده کرده است.

## صدور پروانه وکالت در سال ۱۴۰۳
کانون وکلای دادگستری استان یزد شنبه ۱۳ بهمن ۱۴۰۳ خبر داد که برای سعید مرتضوی «پروانه وکالت» صادر کرده است. رئیس کانون وکلای یزد، در مورد فرایند صدور پروانه وکالت برای سعید مرتضوی توضیح داد: «ما تمام مراحل و تشریفات قانونی مطابق با لایحه ماده ۸ را انجام داده‌ایم. این ماده به کانون‌های وکلا اجازه می‌دهد که به قضات بازنشسته‌ای که سلب صلاحیت قضایی نشده‌اند، پروانه وکالت بدون آزمون اعطا کنند.» او ادامه داد: «مرتضوی سلب صلاحیت قضایی نشده و در تاریخ ۱ شهریور ۱۴۰۳ به عنوان معاون دادستان کل کشور بازنشسته شده است. ما تمام استعلام‌های لازم را طبق قانون انجام داده‌ایم و نتیجه استعلامات مثبت بوده است … آقای مرتضوی مجوز و گواهی عدم سوءپیشینه کیفری را به کانون ارائه کرده است. کمیسیون صدور پروانه این مدارک را بررسی کرده و صدور پروانه را بلامانع اعلام کرده است. ایشان از تمام اتهامات تبرئه شده و دادسرای انتظامی قضات نیز طی بیانیه ای اعلام کرده که هیچ منع قانونی در این زمینه وجود ندارد.